# Lepidochrysops pittawayi
Lepidochrysops pittawayi är en fjärilsart som beskrevs av Larsen 1983. Lepidochrysops pittawayi ingår i släktet Lepidochrysops och familjen juvelvingar. Inga underarter finns listade i Catalogue of Life.